# Toccata et fugue en mi majeur
La Toccata et fugue en mi majeur BWV 566 est une œuvre pour orgue composée par Johann Sebastian Bach en 1708. C'est une de ses premières pièces de grandes dimensions.
Sa forme ressemble à celle des praeludia de Buxtehude. La première section fait alterner des traits manuels et de pédale avec des accords denses, riches en dissonances (retards). La seconde partie est une charmante fugue, sur un sujet constitué de notes répétées et d'une gamme descendante ornée. La troisième section est une brève fanfare pour les claviers manuels, s'achevant sur un trait de pédale, encore plus bref, ponctué d'accords à neuf voix. La quatrième section, une seconde fugue, au sujet rythmique en 3/4, se fond sans discontinuité dans la cinquième et dernière section, d'écriture à nouveau plus libre.
Bach a aussi écrit une version de cette pièce transposée en do majeur (BWV 566a), probablement pour des orgues sur lesquels mi majeur sonnerait trop discordant, en raison d'un tempérament inégal marqué. Elle nous est connue par deux copies manuscrites, dues aux plumes de Johann Tobias Krebs et de Johann Peter Kellner, tous deux élèves de J. S. Bach. Il existe plusieurs enregistrements de cette version, principalement sur des instruments historiques, par exemple celui de Ton Koopman à l'orgue Schnitger de la Jacobkirche de Hambourg, ou celui de Marie-Claire Alain à l'orgue Silbermann de la cathédrale de Freiberg.

## Sources
- (en) Cet article est partiellement ou en totalité issu de l’article de Wikipédia en anglais intitulé « Prelude (Toccata) and Fugue in E major, BWV 566 » (voir la liste des auteurs).